# مونتجوفيت
مونتجوفيت (فالدوتين: Mondjouet) هي بلدة ومدينة في منطقة وادي أوستا في شمال غرب إيطاليا. تقع مونتجوفيت في وادي أوستا السفلي بين فرنسا وسويسرا.وعلى الرغم من أنها تبلغ مساحتها 18.7 كيلومترًا مربعًا فقط، إلا أن البلدية بها 50 قرية ونجوع وعدد من التلال واعلاها مونت ليان على ارتفاع 2174 مترًا. وتاريخيا كانت الرعية تحت سيطرة أسقف أوستا.وتم افتتاح الكنيسة الأبرشية «رعية ميلاد العذراء مريم» في عام 1837

## تاريخ
وللرعية تاريخ طويل، وقد ورد ذكرها على أنها تحت سيطرة أسقف أوستا في الكنيسة المقدسة للبابا ألكسندر الثالث اوسيبي دي بلوبيو 20 أبريل 1176. وفي القرن الثالث عشر، أدى انهيار ارضي هائل إلى تغيير الكثير من التضاريس في البلدية، مما أدى إلى تدمير كنيسة. وكان مقر الرعية في بورسو لفترة، وكان يُدار في الأصل من قبل كهنة الأبرشية. تم التنازل عنها عام 1433 إلى عميد سان جيل دي فيريس، وظلت تحت حكمه حتى منتصف القرن الثامن عشر عندما أعيدت إلى بورسو. لفترة، كان لعائلة تشالانت من النبلاء الحق في تعيين كاهن الرعية في كنيسة «رعية ميلاد العذراء مريم».

## جغرافية
وجزء من مجتمع جبل إيفانسون في وادي أوستا السفلي، وهو في وضع استراتيجي بين فرنسا وسويسرا. ومونتيوفيت ولديه أكبر عدد من القرى من أي بلدية في الوادي مع 50. وتغطي مساحة 18.7 كيلومترًا مربعًا، مع العديد من السهول والتلال، وبما في ذلك 370 مترًا من التل بلوت على الحدود مع فيريس حتى أعلى نقطة، وتقع ومونت ليان على ارتفاع 2174 مترًا.

## المعالم

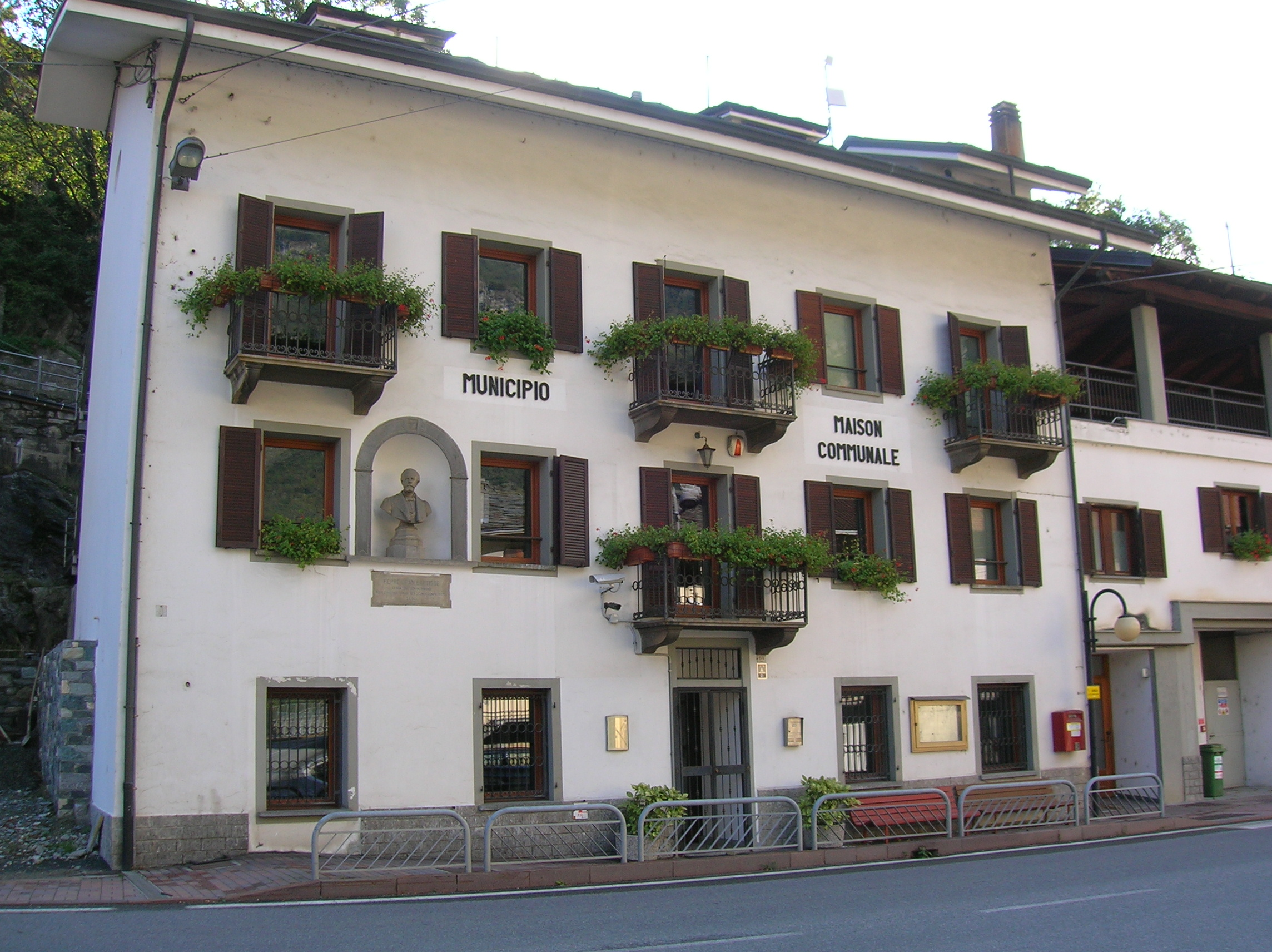
قاعة المدينة

وبدأت كنيسة الرعية الحالية «رعية ميلاد العذراء مريم» في البناءعام 1830 وتم تكريسها في 3 مايو 1837. وتم تكريس كنيسة باروتشيا دي سان جيرمان في 1 مايو 1704، وتحتفظ ببرج جرس من القرن السادس عشر من كنيسة سابقة. وتحتوي الكنيسة المستطيلة على رواق كبير عند المدخل. تم بناء كنيسة كييزا ديل غراند هويل في عام 1630 وخضعت لإعادة البناء في عام 1830. وتم بناء كنيسة كييزا ميران في عام 1775، وبينما تم تشييد كييزا بارماشاندي في عام 187. وتشمل الكنائس الأخرى كييسا رودوز، وتشيزا جواز، وتشيزا بلوت، وتشيزا بارماس، وتشيسا إستاود، وتشيسا سيريسان، وتشييسا تشينال.

## روابط خارجية
- موقع رسمي